# Flor do Abacate
Flor do Abacate foi um rancho carnavalesco sediado no Largo do Machado, Rio de Janeiro, RJ. Era rival do Ameno Resedá, e foi o rancho do qual participava o músico Álvaro Sandim.
Também foi o rancho de D. Emerentina, mãe da compositora Dona Ivone Lara.
O rancho foi o campeão do Carnaval do Rio em 1911 com o enredo Reinado da Turquia, em 1919 com Corte dos Doges, em 1924 com Salomão e a Rainha de Sabá. Em 1928, desfilou com o enredo Orgia Latina. Voltou a vencer em 1930, e em 1931, com o tema Átila e os Hunos, e 1932, com A tomada de Babilônia pelos persas, foi tri-campeão consecutivo.

## Carnavais
| Flor do Abacate | Flor do Abacate | Flor do Abacate | Flor do Abacate                    | Flor do Abacate | Flor do Abacate |
| Ano             | Colocação       | Divisão         | Enredo                             | Carnavalesco    | Ref.            |
| --------------- | --------------- | --------------- | ---------------------------------- | --------------- | --------------- |
| 1911            | Campeão         | ÚNICA           | Reinado da Turquia                 |                 | [ 5 ]           |
| 1921            |                 | ÚNICA           | O Anel de Nibelungen               |                 | [ 6 ]           |
| 1924            | Campeão         | ÚNICA           | Salomão e a Rainha de Sabá         |                 |                 |
| 1930            | Campeão         | ÚNICA           |                                    |                 | [ 4 ]           |
| 1931            | Campeão         | ÚNICA           | Átila e os Hunos                   |                 | [ 4 ] [ 3 ]     |
| 1932            |                 | ÚNICA           | A Tomada da Babylonia pelos persas |                 | [ 7 ]           |